# Черница (Стрыйский район)
Черница (укр. Черниця) — село в Розвадовской сельской общине Стрыйского района Львовской области Украины.
Население по переписи 2001 года составляло 991 человек. Занимает площадь 1,04 км². Почтовый индекс — 81640. Телефонный код — 3241.